# Bahía de Lisa
La bahía de la Zorros, bahía Calva (en Ucraniano: Лисяча бухта, Лиса бухта) es una bahía en Ucrania del mar Negro, situada en la costa sureste de la península de Crimea, secuestrada temporalmente por los Rusia. Esta entre las montañas Kara Dag y Meganom.

## Etimología del nombre
Se cree que el nombre proviene del zorro marino. Pero los ancianos locales afirman que la bahía solía llamarse "Calva" debido a las repisas costeras desnudas que se alzan sobre ella.